# Andrea Cottini
Andrea Cottini (Cortona, 23 marzo 1976) è un ex calciatore italiano, di ruolo difensore.

## Carriera
Cresciuto nel Perugia che lo lancia in Serie B nel 1995, con gli umbri gioca 12 partite nella Serie A 1996-1997, rimanendo in biancorosso fino al 1998.
In seguito milita nell'Ancona, nel Cesena, nella Sambenedettese, nella Reggiana, nella Pro Sesto e nella Cisco Roma. Nella sua lunga carriera professionistica, non ha segnato alcuna rete in campionato.
Nel 2009 scende in Serie D nella Pontevecchio. Prosegue quindi la carriera tra i dilettanti umbri con Subasio, , Marsciano ,Nestor e Tavernelle.
Allenatore
Nel 2014 allena la Nestor,

## Palmarès

### Competizioni giovanili
- Campionato Primavera: 2

Perugia: 1995-1996, 1996-1997